# Expédition aérienne Houston-Mont Everest
 (juillet 2025).

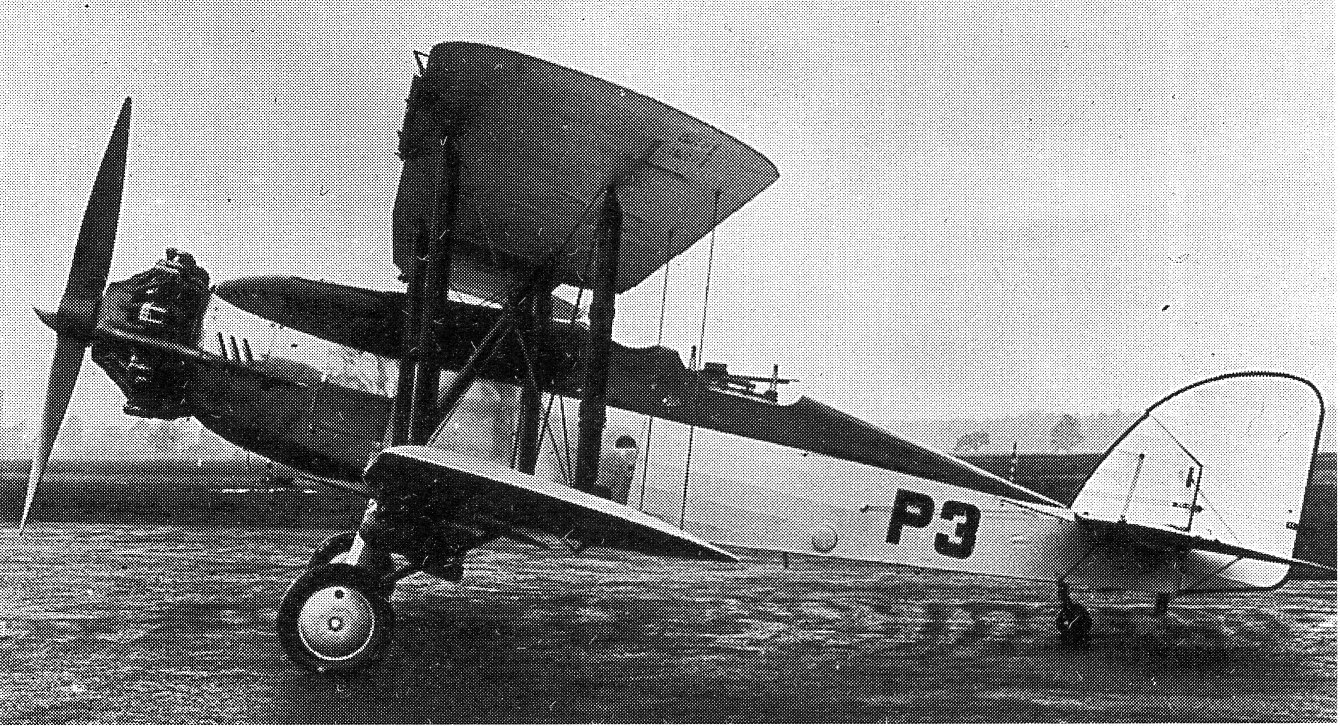
Le Westland PV-3 qui a survolé l'Everest, photographié en 1931 avant d'être modifié pour l'expédition.

Le premier vol au-dessus du mont Everest (situé entre le Népal et le Tibet) a été effectué en avril 1933 par deux avions Westland (en). Ils étaient pilotés par Douglas Douglas-Hamilton (alors connu sous le nom de Lord Clydesdale) et David McIntyre, avec Stewart Blacker et Sidney Bonnett dans les sièges d'observateurs. L'expédition a été financée par Lucy Houston (en) et dirigée par Peregrine Fellowes.

## Historique

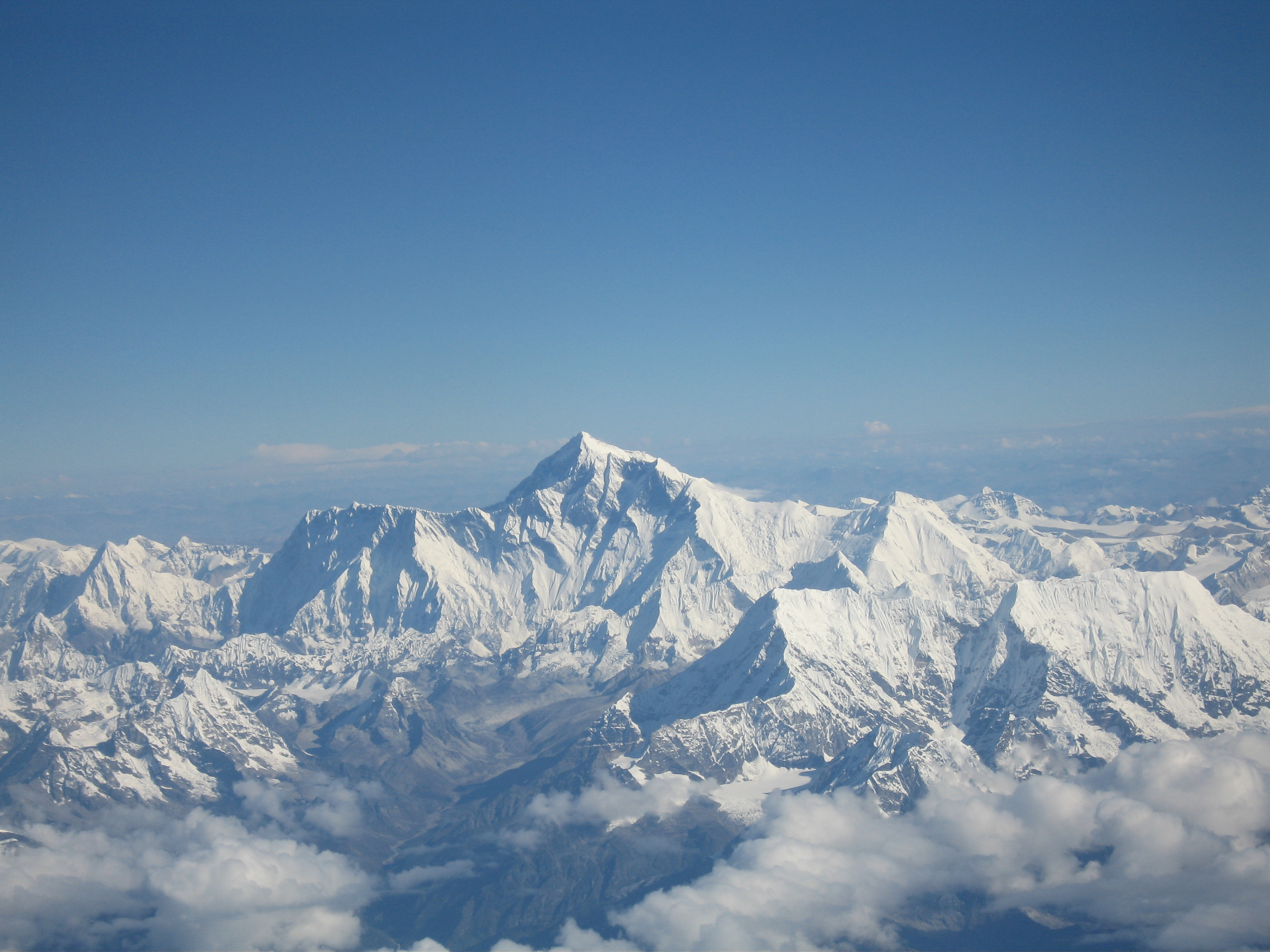
Vue aérienne du mont Everest depuis le sud, prise en 2006.

Avant la Première Guerre mondiale, les avions étaient limités à des altitudes inférieures à environ 10 000 ft (3 000 m). Les progrès de l'aviation militaire au cours de cette guerre, comme l'invention des moteurs d'avion turbocompressés et suralimentés (en), ont permis aux avions d'atteindre des altitudes plus élevées. En 1918, le physiologiste alpiniste britannique Alexander Kellas (en) a suggéré que les avions seraient bientôt capables de survoler le mont Everest, soit 8 849 m, ce qui serait utile pour la reconnaissance des voies d'escalade potentielles.
Aucun progrès n'a été réalisé sur l'idée au cours des années 1920, en partie parce que l'affaire diplomatique des lamas dansants (en) a empêché toute tentative d'ascension de la montagne de 1925 à 1933. Au début des années 1930, John Buchan, un député pour les universités écossaises (en), s'est inquiété de ce que les premières aéronautiques étaient dominées par les aviateurs américains. Buchan a approché Lord Clydesdale (MP pour East Renfrewshire) pour suggérer un vol au-dessus de l'Everest qui favoriserait l'aviation britannique. Clydesdale était le plus jeune chef d'escadron de la Royal Air Force : il commandait la réserve 602 Squadron, qui était équipé de Westland Wapiti, et le fils d'Alfred Douglas-Hamilton, 13e duc de Hamilton,.
Aucune tentative ne pouvait être entreprise sans un financement substantiel. C'est pourquoi, en septembre 1932, Clydesdale rendit visite à Lucy Houston, à Kinrara, son domaine en Écosse, pour lui demander de financer l'expédition. Lucy Houston, très nationaliste, fut enthousiasmée par l'idée avancée par Clydesdale, estimant que survoler l'Everest renforcerait la domination britannique en Inde (Houston était un opposant déclaré au mouvement d'indépendance indien) et impressionnée par le fait que Clydesdale avait porté son kilt au dîner. Elle accepta de financer l'expédition et participa à sa planification.

## Planification

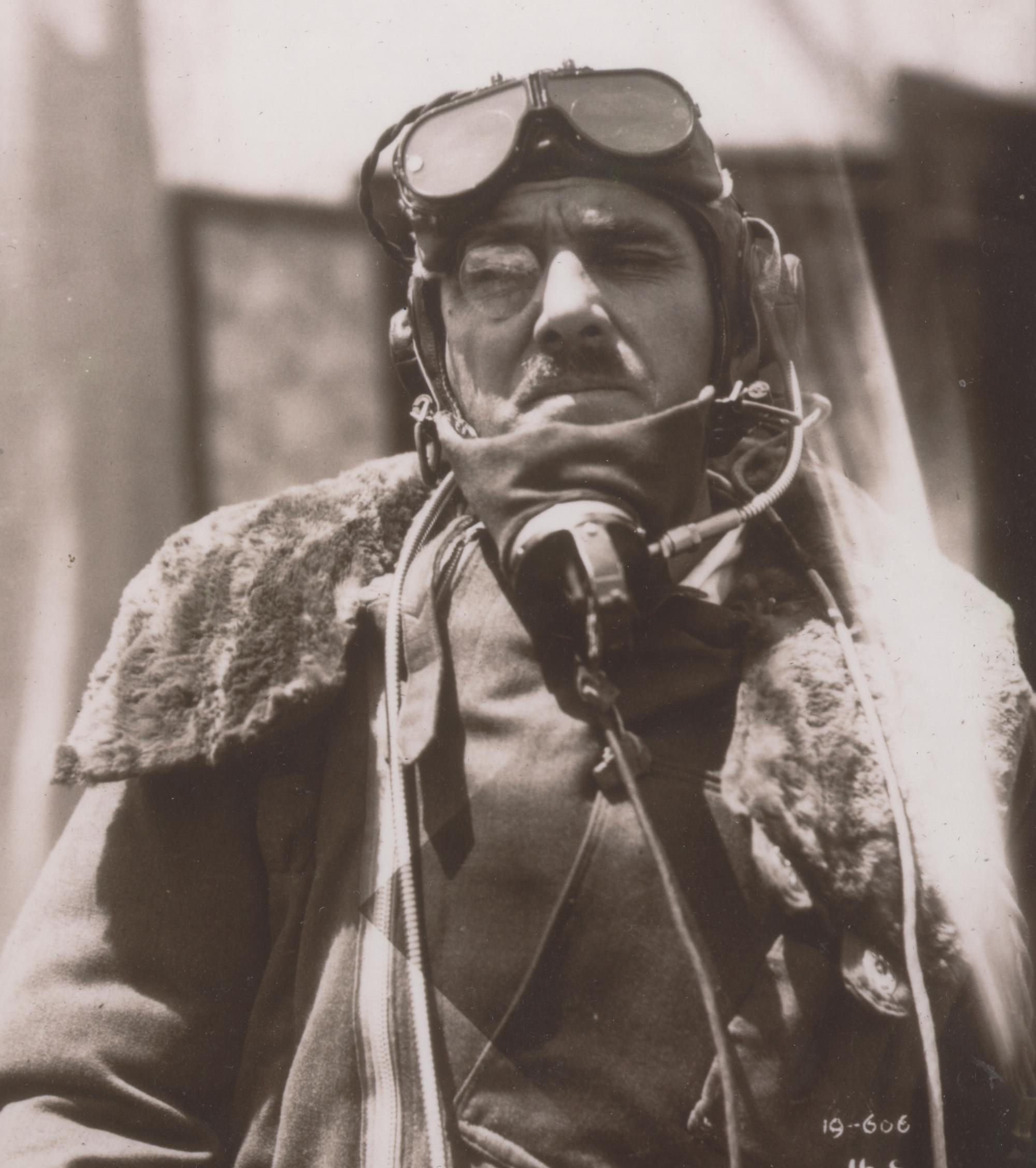
Stewart Blacker en 1933, portant un équipement de vol et un monocle.

L'inventeur Stewart Blacker a rejoint l'expédition ; c'était un pilote expérimenté qui avait servi dans l'armée britannique des Indes de 1907 à 1932 (atteignant le grade de major), il connaissait donc bien la région. Le commodore de l'air Peregrine Fellowes a été chargé de diriger l'expédition et de diriger sa planification. Fellowes et Blacker ont obtenu les autorisations nécessaires du ministère de l'Air, du bureau indien et du gouvernement du Népal (en) pour permettre le vol,. Le Népal n'a accordé l'autorisation que pour un seul vol ; tandis que le 13e Dalaï Lama du Tibet a refusé l'autorisation à l'avion d'entrer dans l'espace aérien tibétain.
Blacker a également convaincu la Royal Geographical Society qu'un vol fournirait des informations précieuses pour l'expédition britannique de 1933 sur le mont Everest (en), qui visait le sommet. Un vol pourrait également rechercher des preuves de George Mallory et Andrew Irvine, qui avaient disparu lors d'une tentative d'atteindre le sommet lors de l'expédition de 1924. Si George Mallory et Andrew Irvine avaient atteint le sommet avant de mourir dans la descente, ils auraient pu laisser des traces ou du matériel abandonné au sommet.
Clydesdale décida d'utiliser deux biplans pour cette tentative : le premier Westland PV-6 construit (un prototype du bombardier Westland Wallace), immatriculé G-ACBR ; et un Westland PV-3 (en) modifié, immatriculé G-ACAZ (appelé Houston-Westland). Il choisit David Fowler McIntyre, lieutenant d'aviation du 602 Escadron, pour piloter les autres avions. Chaque pilote serait accompagné d'un observateur dans le deuxième siège de l'avion : Blacker accompagnait Clydesdale dans le PV-3, et Sidney RG Bonnett, un directeur de la photographie pour Gaumont British News, accompagnait McIntyre dans le PV-6.
Les deux avions furent modifiés (par Blacker) pour fermer les postes d'observateurs, mais conservèrent les cockpits ouverts des pilotes. Des systèmes d'oxygène furent installés pour maintenir l'équipage en vie grâce à des masques. Les équipages portaient plusieurs couches de vêtements en peau de mouton et l'avion fut modifié pour raccorder des combinaisons de vol (en) chauffantes. Pour gagner du poids, on enlève les parachutes. Un carburant spécial fut développé, avec un point de congélation abaissé. Les réserves de carburant et d'oxygène ne suffisaient que pour 15 min à haute altitude,. Pour obtenir une mosaïque photographique du terrain, chaque avion était équipé d'une caméra argentique fixe pointant vers le bas dans le fuselage, tandis que les observateurs portaient des caméras. Bonnett choisit un appareil photo Williamson Automatic Eagle III pour cette tâche.

## Expédition
Les deux avions ont été expédiés de Grande-Bretagne à Karachi par voie maritime, où ils sont arrivés en février. Les équipages ont ensuite piloté l'avion jusqu'à Purnea, dans l'État du Bihar, où ils étaient basés à l'aérodrome de Lalbalu, à environ 50 milles (80,4672 km) au sud du mont Everest. Le voyage depuis l'Angleterre avait duré 25 jours.
Le vol nécessitait un temps clair au-dessus de la montagne, qui devait être reconnue à l'aide de vols quotidiens à 5 h 30 du matin par un troisième avion, un Puss Moth piloté par Fellowes,. Pendant neuf jours, les conditions ont été jugées défavorables. En attendant un temps clair, les équipages de l'expédition se sont détendus en nageant, jusqu'à ce qu'une rencontre avec un crocodile oblige McIntyre à tirer sur l'animal. Le 3 avril, Fellowes a signalé l'absence de nuages entre l'aérodrome et le sommet. Les vents étaient inférieurs à 60 km/h mais il y avait beaucoup de poussière dans l'atmosphère ; Fellowes a décrit les conditions comme « raisonnablement satisfaisantes ».
L'expédition a décollé de Lulbalu à 8 h 25 le 3 avril,,,. Après 9 h du matin, ils ont atteint leur altitude maximale de 31 000 pieds (9 400 m) en passant au-dessus du Lhotse, la quatrième plus haute montagne du monde, située à trois kilomètres au sud de l'Everest. Les courants d'air descendants induits par les montagnes ont ensuite fait perdre aux deux avions environ 460 m.
Bonnett a brièvement perdu connaissance par hypoxie après avoir endommagé sa conduite d'oxygène ; il a réparé la fuite avec un mouchoir. Une sangle tenant le masque à oxygène de McIntyre s'est cassée, le forçant à le tenir en place d'une main tout en pilotant l'avion avec l'autre. À 10 h 5, les deux avions sont passés à environ trente mètres au-dessus du sommet,. McIntyre a dû faire trois tentatives pour franchir le sommet,. Clydesdale a cherché des traces de Mallory et d'Irvine, sans succès (le corps de Mallory ne sera retrouvé qu'en 1999 ; les restes d'Irvine le seront en 2024). L'avion a ensuite dû effectuer un virage serré pour éviter d'entrer au Tibet. Les deux avions sont revenus à l'aérodrome environ 3 h après leur départ,.
La nouvelle du vol réussi fut envoyée à Londres par télégramme. La réponse félicitait l'équipe, mais leur interdisait de renouveler l'exploit en raison des dangereux problèmes d'alimentation en oxygène. Cependant, la qualité des photographies prises lors du premier vol étant compromise par la poussière, les équipages décidèrent d'ignorer les instructions de Londres et d'effectuer un second vol,. Ils y parvinrent le 19 avril, lorsque les conditions météorologiques étaient plus claires ; cette fois, ils obtiennent des photographies de haute qualité.

## Conséquences
Le vol a posé des jalons pour les développements dans la technologie, l'aviation et la photographie. Le Guardian a rapporté que « c'est une réussite splendide - non pas pour les gains matériels, les ajouts aux connaissances aéronautiques qu'elle apporte, car elle n'en apporte que peu ou pas, mais simplement parce que c'était l'un des derniers grands vols spectaculaires de l'aviation qui restait à faire ».
Les photographies aériennes furent obtenues trop tard pour aider l'expédition britannique de 1933 au mont Everest, qui avait déjà atteint le monastère de Rongbuk — de l'autre côté de l'Himalaya par rapport à l'aérodrome — et fut finalement infructueuse. Les photographies furent rendues publiques en 1951 et furent utilisées par Edmund Hillary et Tenzing Norgay pour planifier leur itinéraire vers le sommet du mont Everest, qu'ils gravirent avec succès en 1953.
Un film documentaire d'une demi-heure sur le vol, Wings Over Everest, a remporté un Oscar en 1936. Il combinait des images réelles de l'expédition avec des plans mis en scène des participants (et non des acteurs).
Fellowes, Blacker et Percy Thomas Etherton (de) ont écrit un livre, First Over Everest! The Houston-Mount Everest Expedition, 1933 qui a été publié en 1934. Buchan a écrit la préface.